# Rodrigo Tabata
Rodrigo Barbosa Tabata (Araçatuba, Brasil, 19 de noviembre de 1980), o simplemente Rodrigo Tabata, es un futbolista catarí que juega de centrocampista en el Al-Sadd S. C. de la Liga de fútbol de Catar.

## Trayectoria

### Carrera en Brasil
Al principio de su carrera, Tabata fue un trotamundo y jugó para 13 diferentes equipos entre 1999 y 2003. En 2004, él se fue para el Goiás, jugando así, la Serie A de Brasil por vez primera. Su buen desempeño le ayudó para que su club finalizara en la tercera posición de la edición 2005, la mejor posición alcanzada por el Goiás hasta el momento en la máxima categoría y de esta forma, calificó para la Copa Libertadores por vez primera en su historia.
Tabata fue comprado por el Santos en 2006, donde ganó dos veces el Campeonato Paulista (años 2006 y 2007). En 2008, 
se trasladó al extranjero, específicamente al Gaziantepspor en un préstamo de tres años con opción a compra.

### Gaziantepspor y Beşiktaş
Después de una satisfactoria temporada con el Gaziantepspor, Tabata se fue para el Beşiktaş por una transferencia de 8 millones de euros. La transferencia causó controversia en el club brasileño Santos club ya que ellos afirmaron que no habían recibido la tasa de Gaziantepspor para hacer el trato permanente antes de que el acuerdo se terminara entre los clubes turcos.
Tabata jugó una temporada completa en el Beşiktaş antes de ir de préstamo al club Al Rayyan en 2010, después de ser comprado por el club de Catar en 2011

### Al Rayyan
A finales de 2011, la administración del Al Rayyan invitó a Tabata para que obtuviera un pasaporte japonés para cumplir con la cuota de jugador asiático para la Liga de Campeones. Sin embargo, Tabata falló en los prerrequisitos al no poder escribir o leer en japonés.
Recibió $100,000 en efectivo como premio el 8 de abril de 2012 por marcar un súper triplete (4 goles) contra el Qatar SC en un juego de liga que su equipo ganó 8-2 win, siendo este, el resultado más abultado de la temporada 2011/12.
En la temporada 2011/12, ganó el premio al jugador JMV de la Liga Qatari, marcando 17 goles y asistiendo 9 veces.

#### Al Sadd (préstamo)
El 31 de enero de 2014, él firmó un préstamo con el equipo catarí Al Sadd. Él retornó al club Al Rayyan en 2015.

## Selección nacional
Tabata nació en Brasil y tiene ascendencia japonesa. Después de varios años jugando en Catar, obtuvo la nacionalidad catarí, y fue enteonces elegible para las selecciones de Brasil, Japón y Catar. En agosto de 2015, Tabata fue seleccionado por Catar, en Austria. Su debut no oficial fue un amistoso contra el club austriaco LASK Linz el 17 de agosto de 2015. Hizo su debut oficial en las eliminatorias a la Copa Mundial de Fútbol 2018 contra la selección de Hong Kong en una victoria de 2-0.

## Estadísticas

### Clubes
| Club                   | Año             | Partidos | Goles |
| ---------------------- | --------------- | -------- | ----- |
| Paulista F. C.         | (1999)          | 5        | 2     |
| E. C. São Bento        | (2000)          | 7        | 2     |
| E. C. Santo André      | (2001)          | 5        | 1     |
| Ferroviário A. C.      | (2001)          | 5        | 0     |
| A. A. Inter de Limeira | (2001)          | 6        | 4     |
| Treze F. C.            | (2002)          | 7        | 3     |
| Serrano-PB             | (2002)          | 2        | 1     |
| Ceará S. C.            | (2002)          | 4        | 2     |
| E. C. XV de Piracicaba | (2003)          | 3        | 7     |
| América-RN             | (2003)          | 5        | 2     |
| Campinense-PB          | (2003)          | 17       | 4     |
| Goiás E. C.            | (2004-2005)     | 75       | 18    |
| Santos F. C.           | (2006-2009)     | 154      | 42    |
| Gaziantepspor (P)      | (2008-2009)     | 27       | 12    |
| Beşiktaş J. K.         | (2009-2011)     | 30       | 2     |
| Al Rayyan S. C. (P)    | (2010-2011)     | 11       | 7     |
| Al Rayyan S. C.        | (2011-presente) | 83       | 75    |
| Al Sadd S. C. (P)      | (2014)          | 22       | 13    |

## Palmarés
Clubes
- São Paulo's Cup (U 20): 1999
- Campeonato Paulista: 2006, 2007

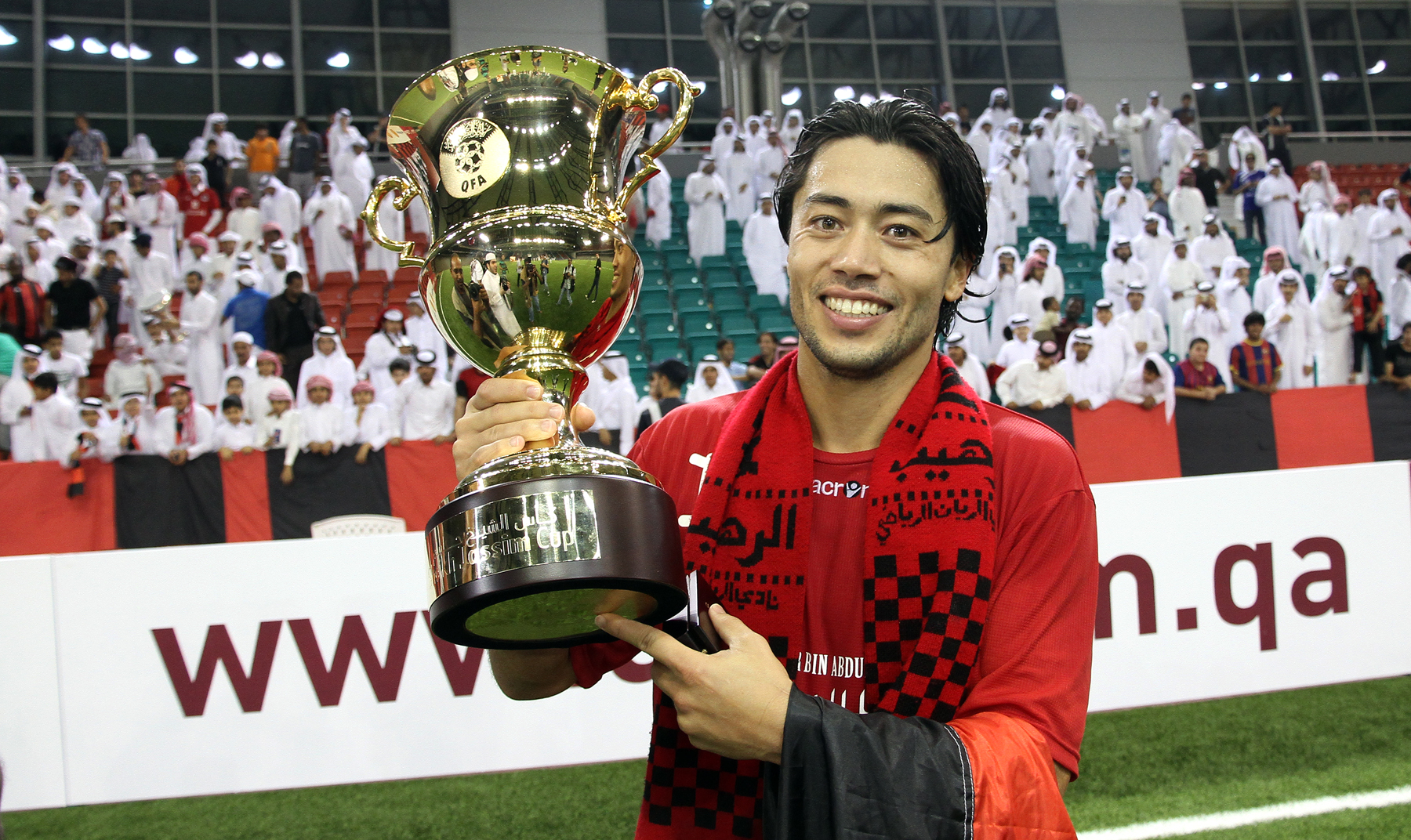
Tabata luego de ganar la edición 2012 de la Copa Príncipe de la Corona de Catar

- Copa del Emir de Qatar: 2010, 2011, 2013
- Copa Príncipe de la Corona de Catar: 2012
- Copa del Jeque Jassem: 2012, 2013
- Qatar Stars League: 2016